# Hạ Lại Đầu
Hạ Lại Đầu (giản thể: 贺赖头; phồn thể: 賀賴頭; bính âm: Hèlàitóu) là một thiền vu Hung Nô vào thế kỷ thứ 4 và cũng là vị thiền vu cuối cùng. Vào năm Quang Thọ (Tiền Yên) thứ 1 (357), Hạ Lại Hầu dẫn 35.000 người bộ lạc đầu hàng Hoàng đế Tiền Yên Mộ Dung Tuấn, được Mộ Dung Tuấn phong làm Ninh Tây Tướng quân, Vân Trung quận công, cho an trí những người bộ lạc tai Bình Thư thành của Đại Quận. Về sau, Hạ Lại thị và Thác Bạt thị của Tiên Ti dung hợp, chính là Hạ Lan thị vào thời Nam-Bắc triều.